# سلجوق‌نامه
سلجوق‌نامه کتابی است تاریخی نوشته ظهیرالدین نیشاپوری دربارهٔ دودمان سلجوقیان در ایران از ابتدای حکومت طغرل بیک می‌باشد. سلجوق‌نامه اگر چه خلاصه و گاهی نادرست است، ولی مهم‌ترین مرجع موجود فارسی هم عصر سلجوقیان و در مورد تاریخ آن دودمان به‌شمار می‌آید. روی این نسخه، عنوان یا نام نویسنده نوشته نشده، اما با توجه به اینکه به طغرل سوم اهدا شده و از اشارات‌های راوندی و ابوالقاسم قاشانی دربارهٔ شناسایی این نسخه تردید وجود ندارد. این کتاب بسیار ساده و جذاب نوشته شده و وقایع‌نگاران زیادی این کتاب را پایه نظریات خود در این دوره قرار داده‌اند. در مقایسه این نسخه با کتاب‌های تاریخی دیگر نیز مشخص شد که تعدادی از کتاب‌های اندیشمندان نظیر راوندی، رشیدالدین فضل‌الله و ابوالقاسم قاشانی، بسیاری از بخش‌های کتاب‌های خود را از این کتاب با کمی تغییرات یا گاهی بدون هیچ تغییری نقل کرده‌اند. سلجوق‌نامه برای اولین بار توسط دکتر الکساندر مورتن تصحیح شده و با حمایت مؤسسه گیب از سوی انتشارات بریل در سال ۲۰۰۴ در انگلستان به چاپ رسید. تصحیح مورتن از این کتاب در سال ۱۴۰۰ به همراه برخی یادداشتهای استاد ایرج افشار و بعض افزوده های دیگر توسط انتشارات میراث مکتوب منتشر شد.
ین کتاب درقرن ششم هجری تألیف شده‌است. سلجوقنامه از مهم‌ترین و شاید یکی ازبهترین کتب دست اول برای شناسایی وپژوهش در زمینه سلجوقیان باشد. نویسندهٔ این کتاب در دورهٔ سلجوقیان می‌زیسته و با چشم خود رویدادهای این دورهٔ زمانی را بررسی کرده‌است. ظهور سلجوقیان در تاریخ ایران و آسیای غربی عموماً از بزرگترین وقایع دورهٔ جدید به‌شمار می‌آید، یکی از مهم‌ترین اقدامات آنان در دورهٔ حکومتشان رسمی‌کردن زبان فارسی و استقلال بخشیدن به ایران به‌طور حقیقی آن بود. کتاب سلجوقنامه بانثری متکلف اما نسبتاً روان نگارش یافته‌است.
قرار گرفتن این اثر در کنار راحة الصدور راوندی، متن مختصر و موجز آن و نپرداختن آن به جزئیات که همواره مورد توجه کاوش گران علم تاریخ است ونیزوجود منابع غنی به زبان عربی دربارهٔ تاریخ سلجوقیان این اثر را همواره مورد بی‌توجهی قرار داده است. باوجود آن که کتاب سلجوقنامه یکی ازحساس‌ترین نگارش‌ها دربارهٔ تاریخ سلجوقیان بوده‌است ولی تاکنون مورد توجه جدی قرارنگرفته‌است. ظهیرالدین نیشابوری که از بزرگان دربار حکومت سلجوقی و معلم دو نفر از شاهزادگان این سلسله بوده، در روزگار آخرین حاکم سلجوقی ایران یعنی طغرل بن ارسلان به نگارش این اثر پرداخته. (۵۹۰_۵۷۱ق) آخرین پادشاه سلجوقی نگاشته است. در سال ۵۹۹ ابوحامد محمد بن ابراهیم، وقایع دوران طغرل سوم را به کتاب سلجوقنامه افزوده است. اسماعیل افشار، نسخه این کتاب را که با کتاب زبدة التواریخ یک جلد شده بود، یافته و در سال ۱۳۳۲ به چاپ رسانده است. این اثر به واسطه آن که قدیمی‌ترین منبع فارسی در خصوص این دوره ازتاریخ ایران است و نیز نگاه تحلیل گرایش ارزش قابل توجهی دارد. این کتاب در زمانی نوشته شده‌است که سلاجقه دوران طلایی خود را پشت سرگذاشته و دچارکشمکش‌ها و رقابت‌ها و ماجراهایی ویران گربودند، از این رو مورخ با توجه به تجربه‌هایی که ازسیر تاریخ دولت سلجوقی از ابتدا تا زمان خود داشت تحلیلی دقیق از عوامل ضعف وانحطاط حکومت سلجوقیان ارائه کرده‌است که در نوع خود بی نظیر است. کتاب سلجوقنامهٔ ظهیر الدین نیشابوری به عنوان قدیمی‌ترین منبع فارسی دربارهٔ حکومت سلجوقیان، توجه ویژه به نظامیان و به تعبیر این کتاب در تشکیل و تحول ساختار حکومت دارد. گرچه در این اثر به دیگر نهادها ازجمله نهاد خلافت و سلطنت نیز پرداخته می‌شود، در کتاب سلجوقنامه به امرا و دخالت ایشان در تمام امور و ناکامی تلاش دیوان سالاران در تعدیل و بست دادن ایشان به قدرت پرداخته شده‌است. سلجوقنامه، به نثری سلیس و روان و به دور از حاشیه پردازی و زیاده گویی نوشته شده وتصویری غنی از وقایع سیاسی حکومت سلجوقی به دست می‌دهد. فلسفه بندی کتاب بر اساس دوران حکومت سلجوقی ترتیب داده شده و مقدم، کوتاه ولی پر مغز آن روزنه‌های دقیق به نوع تاریخ نگری و مورخ و نگاه او به ساختار حکومت سلجوقی در مقابل خواننده می‌نشیند. جنگ قدرت میان دیوان سالاران و نظامیان پیش از حکومت سلجوقیان و در دیگر سلسله‌های ایران اسلامی از جمله سامانیان، آل بویه و غزنویان نیز وجود داشت؛ ولی درحکومت سلجوقی به واسطهٔ گسترش آن در بعد زمان و مکان و پیچیدگی ساختار این حکومت نسبت به حکومت‌های دیگر، نمود بیشتری یافت. ترکمانان سلجوقی توانستند نزدیک به دو قرن به قلمرو وسیعی ازماوراالنهر تا دریای مدیترانه حکومت کنند و این مسئله در تاریخ ایران تا آن دوره بی نظیر بود. کتاب سلجوقنامه از نظامیان با عنوان کلی امرا نام می‌برد و به قدرت و تنها برای ضرورت، اسامی بعضی ازمقامات نظامی را عنوان کرده‌است. منظور ازاجرا مقامات نظامی حکومت سلجوقی بودند؛ که در مراتب مختلف از جمله فرماندهی نظامی، فرمانروایی شهرها و ولایات و انجام وظیفه زیر نظر اجرای صاحب منصب قرارمیگرفتند.
درکتاب سلجوقنامه، خواجه نظام الملک به عنوان بزرگترین مغز متفکر سیاست‌مداری در دورهٔ سلجوقی معرفی می‌شود که سعی دارد ضمن ایجاد یک نیروی متمرکز درجامعهٔ زیر نظر سلطان، جامعه را از حرکت به سمت زیاده خواهی امرا بازداشته و در جهت استفادهٔ مؤثر از ایشان رهنمون شود. یکی از عرصه‌هایی که امرا و نظامیان در تمام دورهٔ حکومت سلجوقی خود را محق به دخالت در آن می‌دانستند. مسئلهٔ جانشینی بود و در این زمینه ائتلاف ایشان بر مرحلهٔ جانشینی همواره دغدغه‌هایی جدی برای شاهزادگان داوطلب سلطنت بوده. سلجوقنامه در داستان جانشینی الب ارسلان (۴۶۵_۴۵۵ق) به جای طغرل به مخالفت برخی از نظامیان ازجمله قتلمش وایجاد درگیری میان ایشان پرداخته، تلاش خواجه نظام الملک دراشتی دادن آن‌ها و خواهش از آلب ارسلان برای بخشیدن رقبای فعلی را مورد توجه قرار می‌دهد. قدرت نمایی امرا نه تنها در دورانش ضعف سلاطین و وزرا که در اوج قدرت سلاطین نیز نمود داشت و آن‌ها را به زیاده خواهی بیشتر وامی‌داشت. با بر سلجوقنامه امرا برخلاف سلطان و وزیر که در ساختار قدرت تعریف دقیق و مشخص تری داشتند و بهترمیتوان برای آن‌ها حدودی از قدرت را تعیین کرد. حیطه اختیارات نامشخص تری داشتند. دقیق نبودن حدود قدرت ایشان و دخالت آن‌های ساختار اختیارات سلطان و وزیر تصویری سیال و رعب‌انگیز از قدرت امرا در ذهن خواننده ترسیم می‌کند.